# Laure Leroy
Laure Leroy est une éditrice et libraire française née le 28 août 1967.
Elle dirige les éditions Zulma qu'elle a lancées en 1991 avec Serge Safran.  
Elle ouvre en 2022 avec Laure Schaufelberger la librairie Les Mondes de Zulma à Veules-les-Roses en Normandie, après y avoir créé deux librairies éphémères.  

## Biographie

### Jeunesse et études
Laure Leroy naît le 28 août 1967,. Elle suit des études en lettres et en linguistique anglaise. 

### Carrière d'éditrice, les éditionsZulma
Laure Leroy débute dans le monde de l’édition avec une expérience limitée à quelques stages effectués en marge de ses études.
En 1991, à l’âge de 23 ans, elle cofonde avec Serge Safran, journaliste au Magazine Littéraire, les éditions Zulma. Le nom de la maison fait référence à Zulma Carraud, amie d'Honoré de Balzac, ainsi qu’à un poème de Tristan Corbière, À la mémoire de Zulma. Durant les quinze premières années de la maison, Laure Leroy se forme sur le terrain au métier d’éditrice. Elle apprend les multiples facettes du secteur : travail éditorial, gestion, droit, fabrication, commercialisation et relations avec les libraires.
En 2006, la société est confrontée à de profondes difficultés économiques et les deux associés divergent dans leurs choix stratégiques. Laure Leroy prend seule la direction de Zulma et refonde entièrement la maison. Elle adopte alors une ligne éditoriale recentrée sur une production annuelle restreinte de douze titres et une forte ouverture sur les littératures du monde, en particulier pour les lettres haïtiennes,. Elle confie l’identité visuelle à David Pearson, graphiste britannique reconnu. Elle accorde une attention particulière aux libraires et à la diffusion de ses ouvrages.
En 2014, en pleines négociations autour des droits numériques entre auteurs et éditeurs, elle plaide dans une tribune publiée dans Livre Hebdo, pour un contrat unique dont la durée serait de 20 ou 25 ans. 
En 2016, elle lance Apulée, revue annuelle de réflexion sur l'Afrique et la Méditerranée, dirigée par Hubert Haddad.
Le 25 juin 2020, elle entre au bureau du Syndicat national de l'édition (SNE).
Le 20 juin 2022, elle cosigne avec Liana Levi, Colette Olive et Sabine Wespieser, une tribune dans Le Monde pour dénoncer le rapprochement de Vivendi et Lagardère, respectivement maisons mères d'Editis et Hachette Livre. Selon elles, ce rapprochement risque de porter atteinte au « pluralisme éditorial »,.
Elle est également agente de certains des auteurs qu'elles édite.

### Libraire,Les Mondes de Zulma
En 2020, Laure Leroy passe le printemps et le confinement lié à la pandémie de Covid-19 dans sa maison de Veules-les-Roses en Normandie. Scandalisée par la fermeture des librairies, elle ouvre une librairie éphémère avec Laure Schaufelberger, typographe dans l’édition. Les deux amies poursuivent l'aventure et inaugurent à l'été 2022 Les Mondes de Zulma, une librairie concept store dans le village seinomarin,.